# Liste der Lieder von Rihanna

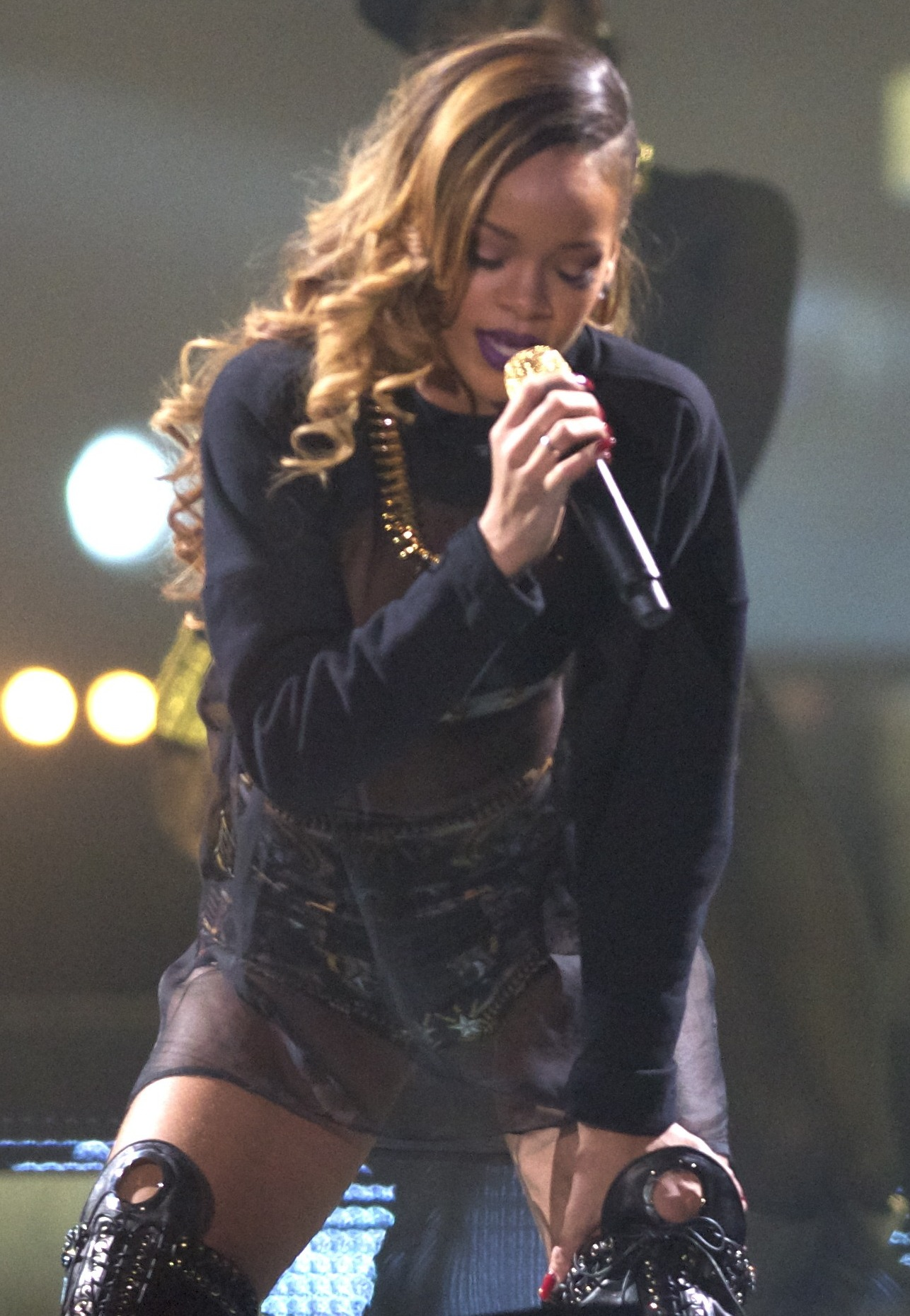
Rihanna bei der Diamonds World Tour (2013).

Diese Liste ist eine Übersicht über die Lieder der aus Barbados stammenden R&B-Sängerin Rihanna.

## A
- "All of the Lights" (Kanye West feat. Various Artists) (My Beautiful Dark Twisted Fantasy, 2010)
- "American Oxygen" (2015)
- "As Real As You and Me" (Home, 2015)

## B
- "Bad" (mit Wale) (The Gifted, 2013)
- "Bad Girl" (mit Chris Brown)
- "Birthday Cake" (Talk That Talk, 2011)
- "Boom Boom" (mit Cham) (Ghetto Story, 2006)
- "Break It Off" (mit Sean Paul) (A Girl Like Me, 2006)
- "Breakin’ Dishes" (Good Girl Gone Bad, 2007)
- "Bubble Pop" (mit will.i.am)
- "Bitch Better Have My Money" (2015)

## C
- "A Child Is Born" (Now That’s What I Call Christmas! 4, 2010)
- "California King Bed" (Loud, 2010)
- "Can’t Remember to Forget You" (mit Shakira) (Shakira., 2014)
- "Cheers (Drink to That)" (Loud, 2010)
- "Close to You" (Anti, 2016)
- "Cockiness (Love It)" (Talk That Talk, 2011)
- "Cold Case Love" (Rated R, 2009)
- "Complicated" (Loud, 2010)
- "Consideration" (mit SZA) (Anti, 2016)
- "Coulda Been the One"
- "Crazy Little Thing Called Love" (mit J-Status) (A Girl Like Me, 2006)
- "Cry" (Good Girl Gone Bad, 2007)
- "Counterfeit" (mit Chris Brown, Wiz Khalifa) (X, 2014)

## D
- "Dancing in the Dark" (Home, 2015)
- "Dem Haters" (mit Dwane Husbands) (A Girl Like Me, 2006)
- "Desperado" (Anti, 2016)
- "Disturbia" (Good Girl Gone Bad: Reloaded, 2008)
- "Diamonds" (Unapologetic, 2012)
- "Don’t Even Try" (This Is Rihanna)
- "Don’t Stop the Music" (Good Girl Gone Bad, 2007)
- "Do Ya Thang" (Talk That Talk, 2011)
- "Drunk On Love" (Talk That Talk, 2011)

## F
- "Fading" (Loud, 2010)
- "Farewell" (Talk That Talk, 2011)
- "Final Goodbye" (A Girl Like Me, 2006)
- "Fire Bomb" (Rated R, 2009)
- "First Time" (mit Fabolous) (From Nothin' to Somethin' , 2007)
- "Fly" (mit Nicki Minaj) (Pink Friday, 2010)
- "Fool in Love" (Talk That Talk, 2011)
- "FourFiveSeconds" (mit Kanye West und Paul McCartney) ("R8" (Kosename für das achte Studioalbum), 2015)

## G
- "G4L" (Rated R, 2009)
- "Get It Over With" (Unapologetic, 2012)
- "Get Up, Stand Up (Cover)" (mit Sizzla)
- "A Girl Like Me" (A Girl Like Me, 2006)
- "Give Me a Try" (mit Sizzla) (Rise to the Occasion, 2003)
- "Good Girl Gone Bad" (Good Girl Gone Bad, 2007)
- "Goodnight Gotham" (Anti, 2016)

## H
- "Half of Me" (Unapologetic, 2012)
- "Hard" (mit Young Jeezy) (Rated R, 2009)
- "Hate That I Love You" (mit David Bisbal) (Good Girl Gone Bad: Reloaded, 2008)
- "Hate That I Love You" (mit Hins Cheung) (Good Girl Gone Bad: Reloaded, 2008)
- "Hate That I Love You" (mit Ne-Yo) (Good Girl Gone Bad, 2007)
- "Hatin’ on the Club" (mit The-Dream)
- "Haunted" (Good Girl Gone Bad, 2007)
- "Here I Go Again" (mit J-Status) (Music of the Sun, 2005)
- "Here We Go" (mit Kardinal Offishiall)
- "Hero" (Mariah Carey Cover)
- "Higher" (Anti, 2016)
- "Hole in My Head" (mit Justin Timberlake) (Rated R, 2009)
- "The Hotness" (mit Shontelle) (Save the Last Dance 2, 2006)
- "How I Like It"
- "Hurricane" (mit Rupee) (This Is Rihanna)
- "Hypnotized" (A Girl Like Me, 2006)

## I
- "I Just Don’t Feel Like Christmas without You"
- "If I Never See Your Face Again" (mit Maroon 5) (Good Girl Gone Bad: Reloaded, 2008)
- "If It’s Lovin’ That You Want" (Music of the Sun, 2005)
- "If It’s Lovin’ That You Want (Part 2)" (featuring Cory Gunz) (A Girl Like Me, 2006)
- "Is This Love" (Bob Marley Cover)
- "It Just Don’t Feel Like Xmas (Without You)" (Now That’s What I Call Christmas! 3, 2006)

## J
- "James Joint" (Anti, 2016)
- "Jump" (Unapologetic, 2012)
- "(Just Be) Happy" (Clinique Promotion: Happy Fragrance)[2]
- "Just Stand Up!" (mit Artists Stand Up to Cancer) (2008)

## K
- "Kisses Don’t Lie" (A Girl Like Me, 2006)
- "Kiss It Better" (Anti, 2016)

## L
- "The Last Song" (Rated R, 2009)
- "The Last Time" (Music of the Sun, 2005)
- "Lemme Get That" (Good Girl Gone Bad, 2007)
- "Let Me" (Music of the Sun, 2005)
- "Lift Me Up" (Filmsong zu Black Panther: Wakanda Forever, 2022)
- "Livin’ a Lie" (mit The-Dream) (Love Hate, 2007)
- "Live Your Life" (mit T.I.) (Paper Trail, 2008)
- "Lonely Island" (SNL Skit)
- "Lost in Paradise" (Unapologetic, 2012)
- "Love on the Brain" (Anti, 2016)
- "Love Without Tragedy / Mother Mary" (Unapologetic, 2012)
- "Loveeeeeee Song" (mit Future) (Unapologetic, 2012)
- "Love the Way You Lie" (mit Eminem) (Recovery, 2010)
- "Love the Way You Lie (Part II)" (mit Eminem) (Loud, 2010)

## M
- "Mad House" (Rated R, 2009)
- "Man Down" (Loud, 2010)
- "A Million Miles Away" (A Girl Like Me, 2006)
- "Music of the Sun" (Music of the Sun, 2005)
- "My Name is Rihanna" (This Is Rihanna)
- "Monster" (With Eminem)

## N
- "Needed Me" (Anti, 2016)
- "Never Ending" (Anti, 2016)
- "No Love Allowed" (Unapologetic, 2012)
- "Nobody's Business" (mit Chris Brown) (Unapologetic, 2012)
- "Nothing Is Promised" (mit Mike Will Made It) (2016)
- "Now I Know" (Music of the Sun, 2005)
- "Numb" (mit Eminem) (Unapologetic, 2012)
- "Numba 1 (Tide Is High)" (mit Kardinal Offishall) (Not 4 Sale, 2008)

## O
- "The One" (mit Memphis Bleek) (534, 2005)
- "Only Girl (In the World)" (Loud, 2010)

## P
- "P.S. (I’m Still Not Over You)" (A Girl Like Me, 2006)
- "Photographs" (mit will.i.am) (Rated R, 2009)
- "Phresh Out the Runway" (Unapologetic, 2012)
- "Pon de Replay" (Music of the Sun, 2005)
- "Pose" (Anti, 2016)
- "Pour It Up" (Unapologetic, 2012)
- "Princess of China" (mit Coldplay) (Mylo Xyloto, 2011)
- "Push Up on Me" (Good Girl Gone Bad, 2007)

## Q
- "Question Existing" (Good Girl Gone Bad, 2007)

## R
- "Raining Men" (mit Nicki Minaj) (Loud, 2010)
- "Redemption Song" (Bob Marley Cover)(Hope for Haiti Now Sampler, 2010)
- "Rehab" (mit Justin Timberlake) (Good Girl Gone Bad, 2007)
- "Right Now" (mit David Guetta) (Unapologetic, 2012)
- "Rockstar 101" (mit Slash) (Rated R, 2009)
- "Roc Me Out" (Talk That Talk, 2011)
- "Roll It" (mit J-Status und Shontelle) (The Beginning, 2007)
- "Rude Boy" (Rated R, 2009)
- "Rush" (mit Kardinal Offishall) (Music of the Sun, 2005)
- "Run This Town" (mit Jay-Z und Kanye West) (The Blueprint 3, 2009)
- "Russian Roulette" (Rated R, 2009)

## S
- "Same Ol' Mistakes" (Anti, 2016)
- "Say It" (Good Girl Gone Bad, 2007)
- "Selfish Girl" (A Girl Like Me, 2006)
- "Sell Me Candy" (Good Girl Gone Bad, 2007)
- "Sexuality" (2010)
- "Sex with Me" (Anti, 2016)
- "Shut Up and Drive" (Good Girl Gone Bad, 2007)
- "Should I?" (mit J-Status) (A Girl Like Me, 2006)
- "Shy Ronnie 2: Ronnie & Clyde" (mit The Lonely Island) (Turtleneck & Chain, 2011)
- "Skin" ("Loud", 2010)
- "SOS (Rescue Me)" (A Girl Like Me, 2006)
- "Stay" (Unapologetic, 2012)
- "Stranded (Haiti Mon Amour)" (mit Jay-Z, The Edge und Bono) (Hope for Haiti Now Sampler, 2010)
- "Stupid in Love" (Rated R, 2009)
- "S&M" (Loud, 2010)
- "S&M (Remix)" (mit Britney Spears)

## T
- "Take a Bow" (Good Girl Gone Bad: Reloaded, 2008)
- "Take Care" (mit Drake) (Take Care, 2011)
- "Talk That Talk" (mit Jay-Z) (Talk That Talk, 2011)
- "Te Amo" (Rated R, 2009)
- "Teach Me How to Say Goodbye"
- "That La, La, La" (Music of the Sun, 2005)
- "The Monster" (mit Eminem, 2013)
- "There’s a Thug in My Life" (featuring J-Status) (Music of the Sun, 2005)
- "This Is What You Came For" (Calvin Harris featuring Rihanna) (2016)
- "Throw Your Hands Up" (mit Elephant Man) (Let’s Get Physical, 2008)
- "Tip Pon Toe"
- "Too Good" (Drake featuring Rihanna) (Views, 2016)
- "Towards the Sun" (Home, 2015)

## U
- "Umbrella" (featuring Jay-Z) (Good Girl Gone Bad, 2007)
- "Unfaithful" (A Girl Like Me, 2006)

## V
- "Vogue" (Madonna Cover)

## W
- "Wait Your Turn" (Rated R, 2009)
- "Watch ’n’ Learn" (Talk That Talk, 2011)
- "We All Want Love" (Talk That Talk, 2011)
- "We Found Love" (mit Calvin Harris) (Talk That Talk, 2011)
- "We Ride" (A Girl Like Me, 2006)
- "What Now" (Unapologetic, 2012)
- "What’s My Name?" (Loud, 2010)
- "Where Do We Go" (mit Razah) (Razah, 2008)[3]
- "Where Have You Been" (Talk That Talk, 2011)
- "Whipping My Hair" (2007)
- "Who’s That Chick?" (David Guetta featuring Rihanna) (One More Love, 2010)
- "Who Ya Gonna Run To" (A Girl Like Me, 2006)
- "Wild Thoughts" (2017)
- "Willing to Wait" (Music of the Sun, 2005)
- "Winning Women" (mit Nicole Scherzinger)
- "Woo" (Anti, 2016)
- "Work" (mit Drake) (Anti, 2016)

## Y
- "Yeah, I Said It" (Anti, 2016)
- "You da One" (Talk That Talk, 2011)
- "You Don’t Love Me (No, No, No)" (featuring Vybz Kartel) (Music of the Sun, 2005)